# Esfezār
Esfezār (persiska: اسفزار, Esfazār) är en ort i Iran.   Den ligger i provinsen Khorasan, i den östra delen av landet, 800 km öster om huvudstaden Teheran. Esfezār ligger 2 053 meter över havet och antalet invånare är 460.
Terrängen runt Esfezār är kuperad österut, men västerut är den platt.Runt Esfezār är det glesbefolkat, med 12 invånare per kvadratkilometer. Närmaste större samhälle är Asadīyeh, 12,0 km nordost om Esfezār. Trakten runt Esfezār är ofruktbar med lite eller ingen växtlighet.